# 1646 w polityce

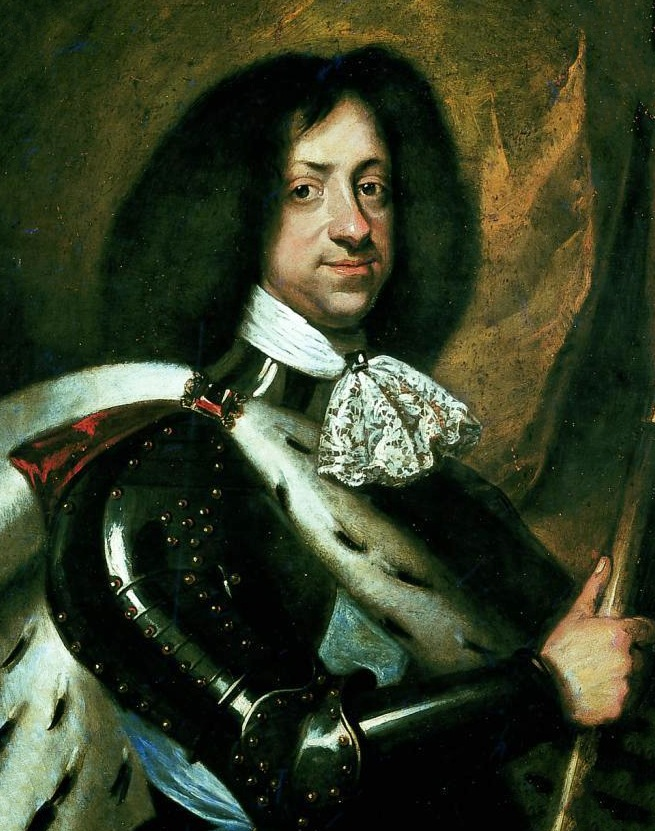
Chrystian V, król Danii

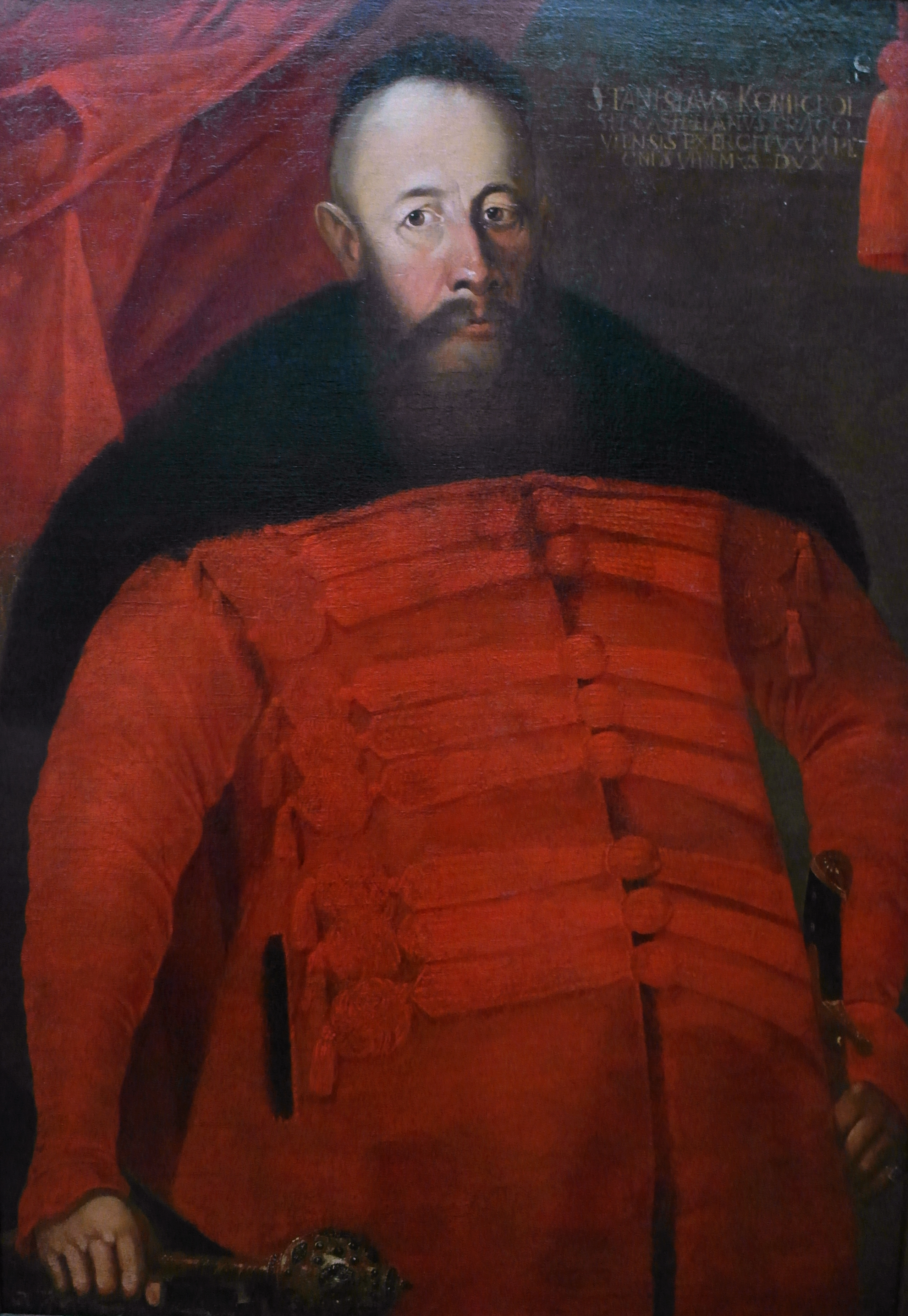
Stanisław Koniecpolski, hetman

Wydarzenia polityczne w 1646 roku.

## Wydarzenia
- 10 marca – król Władysław IV Waza ożenił się z francuską księżniczką  Marią Ludwiką Gonzagą de Nevers[1].

## Urodzili się
- 23 lutego Tsunayoshi Tokugawa, siogun[2].
- 15 kwietnia Chrystian V, król Danii[3].
- 16 kwietnia Benito de Sala y de Caramany, hiszpański kardynał[4].
- 15 lipca Fryderyk I, książę Saksonii-Gotha-Altenburg[5].

## Zmarli
- 11 marca Stanisław Koniecpolski, hetman[6].